# Gland (Szwajcaria)
Gland – miejscowość i gmina (commune) w zachodniej Szwajcarii, w kantonie Vaud, w okręgu (district) Nyon. Leży nad Jeziorem Genewskim.

## Demografia
W Gland mieszkają 13 664 osoby. W 2021 roku 34,8% populacji gminy stanowiły osoby urodzone poza Szwajcarią.

## Transport
Przez teren gminy przebiegają autostrada A1 oraz drogi główne nr 1, nr 124 i nr 125. 

## Ciekawostka
W Gland posiada najdroższą nieruchomość Szwajcarii, wycenioną na ok. 40 mln EUR, niemiecki kierowca wyścigowy Michael Schumacher.